# Silene alpicola
Silene alpicola är en nejlikväxtart som beskrevs av Schischkin. Silene alpicola ingår i släktet glimmar, och familjen nejlikväxter. Inga underarter finns listade i Catalogue of Life.